# 1310
1310. је била проста година.

## Догађаји
- 11. мај — 45 витезова темплара су спаљени на ломачи под оптужбом да су јеретици.

## Рођења
- Википедија:Непознат датум — Преподобни Атанасије Метеорит - хришћански светитељ